# Vanga de Malabar
El vanga de Malabar (Tephrodornis sylvicola) és un ocell de la família dels vàngids (Vangidae).

## Hàbitat i distribució
Habita els boscos de la zona occidental de l'Índia.